# Auf einsamer Insel
Auf einsamer Insel ist ein deutsches Stummfilmdrama aus dem Jahre 1913 von Joseph Delmont.

## Handlung
Bei der Story handelt es sich um eine klassische Liebes- und Dreiecksgeschichte. Der reiche Fischer Pieter Boes zeigt sich sehr interessiert an der ebenfalls wohlhabenden Sijtje de Jong, die wiederum den armen Fischer Dirk de Vaat liebt. Ihr Vater bevorzugt erwartungsgemäß den wohlhabenden Pieter als Zukünftigen für seine einzige Tochter und begeht Sabotage an Dirks Boot, damit dieser von einer Fahrt aufs Meer nicht mehr heimkehren kann. Schließlich gelingt es de Vaat gerade noch, auf einer einsamen, abgelegenen Insel zu stranden. Pieter redet derweil Sijtje ein, dass Dirk sicherlich auf hoher See verunglückt sei und überredet sie, ihn zu heiraten. 
Dirk wird in demjenigen Moment von einem ausländischen Schiff aufgelesen, als er sich gerade daran machen will, aus purem Hunger seinen einzigen treuen Kamerad auf der Insel, einen Hund, zu verspeisen. Jahre später ist Dirk weder zurück und muss mit ansehen, dass Sijtje ein kleines Kind, eine Tochter, hat. Er stellt sich mannhaft vor die beiden, als Pieter, inzwischen ein rabiater Alkoholiker, seiner Frau Gewalt antut. Wieder einmal angetrunken, legt Pieter während einer Fahrt aufs Meer an Bord seines Fischerbootes Feuer und kommt darin um. Ein Rettungsversuch Dirks kommt zu spät. Schließlich kann dieser seine nunmehr verwitwete Liebste heiraten und sich um das Kind kümmern.

## Produktionsnotizen
Die Außenaufnahmen von Auf einsamer Insel entstanden Mitte 1913 auf Marken, die Studioszenen im Berliner Komet-Film-Atelier in der Müllerstraße 182, Ecke Sellerstraße. Der Dreiakter passierte die Zensur im September desselben Jahres und wurde am 5. Dezember 1913 uraufgeführt.
Auf einsamer Insel ist nicht der einzige Film, den Delmont 1913 in den Niederlanden drehte. Kurz hintereinander entstanden dort dieser Film und Der geheimnisvolle Klub, dessen Außenaufnahmen allerdings in Rotterdam, Scheveningen und vermutlich auch in Amsterdam hergestellt wurden.